# کوابوتسک
کوابوتسک (لهستانی: Kłobuck؛ ‏[ˈkwɔbut͡sk]) شهری در جنوب لهستان است که مرکز شهرستان کوابوتسک است و در استان سیلسیان در حدود ۱۵ کیلومتری شمال غربی چنتستوخووا واقع شده‌است. بیشتر مناطق این شهر در ارتفاع ۲۴۰ تا ۲۶۰ متری از سطح دریا قرار دارد و مساحتی در حدود ۴۷ متر مربع را دربرگرفته است. ۲۰٪ این شهر درخت‌زار است و جمعیتش در سال ۲۰۱۹ در حدود ۱۲٬۹۳۴ نفر بود. کوابوتسک در سال ۱۳۳۹ میلادی امتیاز شهر دریافت نمود.